# Anna Muylaert
Anna Muylaert (São Paulo, 21 de abril de 1964) es una actriz, guionista, directora cinematográfica y de televisión brasileña.
Anna estudió cine en la Escuela de Comunicaciones y Artes de la Universidad de São Paulo (acrónimo en portugués: ECA-USP) en artes escénicas. Como guionista participó de los equipos de creación de los programas Mundo da Lua (1991) y de Castelo Rá-tim-bum (1995) por parte de la TV Cultura, Disney Club (1998), de SBT, y de Um menino muito maluquinho (2006), de la TVE Brasil, además de haber escrito el episodio de Open a Door :"O menino, a favela e as tampas de panela", dirigido por Cao Hamburger.
En 2005, fue coguionista de la serie Filhos do Carnaval, de la HBO, y realizó el último tratamiento guionístico del filme El año que mis padres se fueron de vacaciones, ambos dirigidos por Cao Hamburger. En 2007, colaboró en los guiones de la serie "Alice", con la dirección de Karim Ainouz, producción de Gullane filmes/ HBO. Ha escrito el guion del filme "Quanto dura um amor?" en asociación con Roberto Moreira.
Como directora, dirigió varios cortos, entre ellos: Rock paulista, A origem dos bebês segundo Kiki Cavalcanti (1996) y el largometraje Durval Discos (2002), que fue premiado como mejor filme y mejor director en el 30.º Festival de Cinema de Gramado y, en 2009: "É Proibido Fumar" con Gloria Pires y Paulo Miklos. También en ese año 2009 dirige el telefilme "Para aceita-la continue na linha", en producción con "Gullane filmes". En 2012, filmó "Chamada a Cobrar", su tercer largo; y dicha película deriva del mediometraje "Para Aceitá-la Continue na Linha", de 2010.